# Franco Mastantuono
Franco Mastantuono (ur. 14 sierpnia 2007 w Azul) – argentyński piłkarz występujący na pozycji ofensywnego pomocnika lub skrzydłowego, od 2024 roku zawodnik River Plate.
Jego wuj José Raúl Iglesias również był piłkarzem.